# モンタナ州第2選挙区
モンタナ州第2区（モンタナしゅうだい2く、英語: Montana's 2nd congressional district）は、アメリカ合衆国連邦下院の選挙区。定数1人の小選挙区制。1919年3月4日に設置され、1993年1月3日に廃止されたが、2020年国勢調査の結果をうけて再設置された。

## 概要
1889年にモンタナ準州が州に昇格して以降、州全体を区域としたモンタナ州全州選挙区が設置され、1913年に定数が2人に増加した。
1919年、モンタナ州に西部の第1選挙区と東部の第2選挙区が設置された。その後、1990年の国勢調査の結果を受け、モンタナ州に配分される下院議席が1となったため、2つの選挙区が廃止され、定数1の全州選挙区が再設置された。
2020年の国勢調査の結果、モンタナ州には再び第2選挙区が設置されることとなった。2021年11月12日にモンタナ州選挙区区割り委員会が発表した選挙区案では、第2選挙区はモンタナ州の東部をカバーするとされた。この区域は1983年から1993年のころとおおむね同じであったが、かつて第1選挙区に含まれていたヘレナは第2選挙区に含まれた。ヘレナ市と数カ所のインディアン居留地を除けば共和党の強力な支持地域であり、2020年アメリカ合衆国大統領選挙においても共和党候補のドナルド・トランプが27%差で優勢であった。

### 区域
ビリングス、グレートフォールズ、ヘレナを含むモンタナ州東部